# Aristolochia longgangensis
Aristolochia longgangensis är en piprankeväxtart som beskrevs av Chou Fen g Liang. Aristolochia longgangensis ingår i släktet piprankor, och familjen piprankeväxter. Inga underarter finns listade i Catalogue of Life.